# Adrianna
Adrianna, Adriana – imię żeńskie; żeński odpowiednik imienia Adrian. Imię to pojawiło się w starożytnym Rzymie. Pochodzi od męskiego imienia Hadrian lub Adrian, to znaczy należący do miasta Hadrii w Picenum (Włochy). Częściej – w formie Adrian – nadawano je chłopcom. Jako imię żeńskie w zapiskach po raz pierwszy znalazło się około 1350 roku.
Adrianna imieniny obchodzi: 9 stycznia, 4 marca, 5 marca, 8 lipca, 9 lipca, 26 sierpnia, 8 września, 9 września.
Odpowiedniki w innych językach:
- wł. – Adriana
- niem. – Adriana, Adrienne
- łac. – Hadriana
- chorw. – Jadranka

Osoby noszące imię Adrianna lub Adriana:
- Adriana Asti – włoska aktorka
- Adriana Barraza – meksykańska aktorka
- Adrianna Biedrzyńska – polska aktorka
- Adrienne Clarkson – kanadyjska polityk
- Adriana Dadci – polska judoczka
- Adrienne Frantz – amerykańska aktorka i piosenkarka
- Adriana Kalska – polska aktorka
- Adrienne Lecouvreur – francuska aktorka
- Adriana Lima – brazylijska modelka
- Adriana Niecko – polska dziennikarka
- Adriana Porowska – polska polityk
- Adrienne Rich – amerykańska poetka
- Adrianna Rusowicz – polska piosenkarka
- Adriana Sage – meksykańska aktorka i modelka
- Adriana Sklenaříková-Karambeu – słowacka modelka i aktorka
- Adrianna Szady – polska siatkarka
- Adrianna Wysocka – polska siatkarka